# Tag question
Secondo la terminologia grammaticale inglese, l'espressione tag question indica una proposizione enunciativa o imperativa seguita da un question tag (o question tail "coda interrogativa"), cioè un marchio interrogativo che la trasforma in una domanda retorica chiusa (da cui ci si aspetta solo "sì" o "no" come risposta). 
In italiano sono marchi di questo tipo espressioni come "... vero?", "...non è vero?", "...no?".
Se la frase è affermativa, la question tag va messa alla forma negativa, mentre se la frase è negativa, bisogna fare il contrario. Anche il tono della voce con cui si esprime la domanda può farne variare il significato: se la voce "scende", non è una vera domanda, ma semplicemente si chiede una conferma all'altra persona di essere d'accordo.

## Esempi
She didn't help you, did she? (Non ti aiutò, no?)
You want to go away, don't you? (Vuoi andartene, vero?)
You wouldn't ever have loved her if she hadn't been rich, would you? (Non l'avresti mai amata se non fosse stata ricca, non è vero?)
Do that work for me, would you/will you/can you? (fai quel lavoro per me, vorresti?/vuoi?/puoi?)
La tag question è costituita da:
- il verbo ausiliare del tempo verbale della frase (se il verbo ausiliare non è "specificato" si usa do/does per il present simple, did per il past simple. Invece se la frase è all'imperativo si possono usare diverse question tag: (Do) Come here and help me, will you?/can you?/ would you?);
- la negazione (se la frase precedente è positiva, se la frase è negativa la Tag question è positiva), spesso in forma contratta;
- il soggetto, espresso da un pronome personale.

Esistono due tipi di question tag, quella positiva e quella negativa.
|                     | Frase            | Tag question |
| ------------------- | ---------------- | ------------ |
| Con frase positiva: | The box is full, | isn't it?    |
| Con frase negativa: | They won't come, | will they?   |

- Si usa aren't I nella forma affermativa della prima persona singolare del verbo to be.

Esempio: I'm late, aren't I?        
- Si usa they con i pronomi indefiniti come nobody, somebody, everybody, no one, ecc.

Esempio: Nobody phoned, did they?                                     
Somebody is coming, aren't they?
- Si usano non-negative tags dopo never, no, nobody, hardly, scarcely, little.

Esempi: It's hardly rained all summer, has it?             
She never smiles, does she?
- Si usa it con nothing.

Esempio: Nothing can happen, can it?
- Dopo let's si usa shall we?

Esempio: Let's go, shall we?
- Dopo gli imperativi si usa won't you?

Esempio: Do sit down, won't you?